# Yarnemia
Yarnemia ist eine ausgestorbene Tiergattung des Ediacariums, die möglicherweise mit den Manteltieren in verwandtschaftlicher Beziehung stand.

## Etymologie und Erstbeschreibung
Die Gattungsbezeichnung Yarnemia leitet sich von dem nordrussischen Dorf Jarnema (Plessezki rajon, Oblast Archangelsk) an der Onega ab, bei dem die ersten Fossilfunde gemacht wurden. Der Artname ascidiformis bezieht sich auf die Ähnlichkeit mit den Seescheiden (Ascidiae). Die wissenschaftliche Erstbeschreibung erfolgte im Jahr 1984 durch Nessov in Chistyakov, V. G. und Kollegen.

## Beschreibung
Das in seiner äußeren Gestalt sehr einer Kartoffel ähnelnde Fossil Yarnemia ascidiformis wird taxonomisch vorerst zu den Manteltieren gestellt. Das bisher älteste, bekannte Manteltier Shankouclava stammt aus dem Kambrium, wohingegen Yarnemia dem Ediacarium angehört.